# I sogni muoiono all'alba
Pour plus de détails, voir Fiche technique et Distribution.
I sogni muoiono all'alba est un film de guerre italien réalisé par Mario Craveri, Enrico Gras et Indro Montanelli, sorti en 1961.

## Synopsis
Cinq journalistes italiens vivent les dernières heures de la révolution hongroise de 1956.

## Fiche technique
- Titre original italien : I sogni muoiono all'alba[1] (litt. « Les rêves meurent à l'aube »)
- Réalisateur : Mario Craveri, Enrico Gras, Indro Montanelli
- Scénario : Indro Montanelli
- Photographie : Ubaldo Marelli, Giovanni Raffaldi
- Montage : Eraldo Da Roma
- Musique : Angelo Francesco Lavagnino
- Décors : Piero Zuffi
- Production : Roberto Dandi, Franco Magli
- Sociétés de production : RIRE Cinematografica
- Pays de production :  Italie
- Langues originales : italien
- Format : Noir et blanc - Son mono - 35 mm
- Durée : 92 minutes
- Genre : film de guerre
- Dates de sortie :
  - Italie : décembre 1961

## Distribution
- Lea Massari : Anna Miklos
- Ivo Garrani : Andrea
- Gianni Santuccio : Gianni
- Aroldo Tieri : Antonio
- Mario Feliciani : Mario
- Renzo Montagnani : Sergio
- Rina Centa : Ethel Miklos